# Центральный (стадион, Челябинск)
«Центральный» (ранее — «Труд») — футбольный стадион в Челябинске. Домашний стадион клуба «Челябинск», выступающего в Первой лиге России, и любительского футбольного клуба «Академия футбола», выступающего в первенстве Челябинской области.

## История
Стадион «Труд» был построен в 1935 году как многофункциональный спорткомплекс, рассчитанный на проведение соревнований по боксу, борьбе и лёгкой атлетике. С появлением специализированных спортивных комплексов возник вопрос о перепрофилировании стадиона. В 1953 году «Труд» был перепрофилирован в футбольный стадион. Первый матч состоялся между командами «УралМаш» (Свердловск) и «Локомотив» (Челябинск).
Подвергался многократным реконструкциям (ремонтным работам), заканчивать которые не удавалось в полном объёме из-за нехватки средств.
В 1990 году началась реконструкция стадиона, прервана она была через три года. В 1998 году стадион стал городской собственностью, через два года вновь поднялся вопрос о реконструкции сооружения.
В 2000-е годы стадион был обновлён по одному из проектов реконструкции, предусматривавшей аналогии с чисто футбольным (без беговых дорожек) стадионом «Сатурн» в подмосковном Раменском.
В 2005 году по решению Прокуратуры был закрыт вход на западную трибуну из-за трещины, произошедшей вследствие ошибки в проектировании. Выделенных средств на полный ремонт тогда не хватило.
В 2009 году руководство Профессиональной Футбольной Лиги рекомендовало перестелить футбольное поле под угрозой исключения клуба из соревнований. Открытие нового газона состоялось 11 мая 2010 года. В 2011 году главой администрации Челябинска Сергеем Давыдовым вновь были выдвинуты планы по реконструкции стадиона. 10 сентября северная трибуна была введена в эксплуатацию.
19 января 2014 года на стадионе прошла вторая в истории отечественного хоккея Русская классика.
В 2019 году был закрыт на ремонт (спустя четыре года после предыдущего), при этом в обоих случаях к выполнению работ имелись различные нарекания, так, в 2019 году обнаружилось несоответствие укладываемого подрядчиком искусственного покрытия требуемому по условиям контракта типу, а также нарушения организации мероприятий в части документации, результатом чего стало заведение уголовного дела (передано в суд в 2020 году) по статье «Покушение на мошенничество в особо крупном размере», а сроки ремонта были перенесены на 2020 год.
В 2023 году была начата реконструкция стадиона включавшая в себя: замену кресел, укрепление фундамента, замену искусственного газона, ремонт северной трибуны, добавления теплых подтрибунных помещений для болельщиков.
В 2024 году была произведена замена искусственного газона на новый, привезенный из Франции.